# Nuc

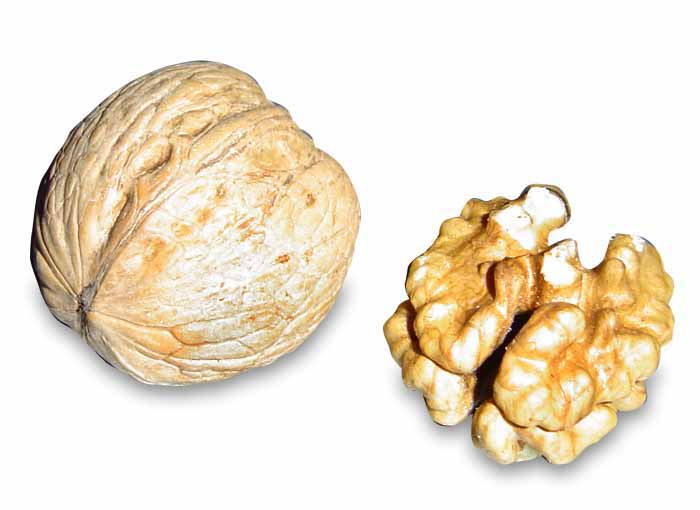
Nucă

Nucul, Juglans regia L., este un arbore din familia Juglandaceae, răspândit în zona temperată și mediteraneană, atât ca floră spontană, cât și în culturi. Își are originea în zona geografică întinsă din Balcani spre est, până în Himalaya și sud-vestul Chinei. Cele mai mari păduri se află în Kârgâzstan, unde copacii se dezvoltă extensiv, în păduri aproape exclusiv de nuc, la altitudini de 1.000–2.000 m (Hemery 1998) — mai ales la Arslanbob, în provincia Jalal-Abad.
Nucul a fost introdus în vestul și nordul Europei din vremea romanilor sau mai devreme, iar în cele două Americi în secolul 17. Zonele importante ale culturii nucului cuprind Franța, Serbia, Grecia, Bulgaria și România (în Europa), China (în Asia), California (în America de Nord) și Chile în America de Sud. Mai recent, cultura nucului s-a răspândit pe scară largă și în alte regiuni: Noua Zeelandă și sud-estul Australiei.

## Descriere

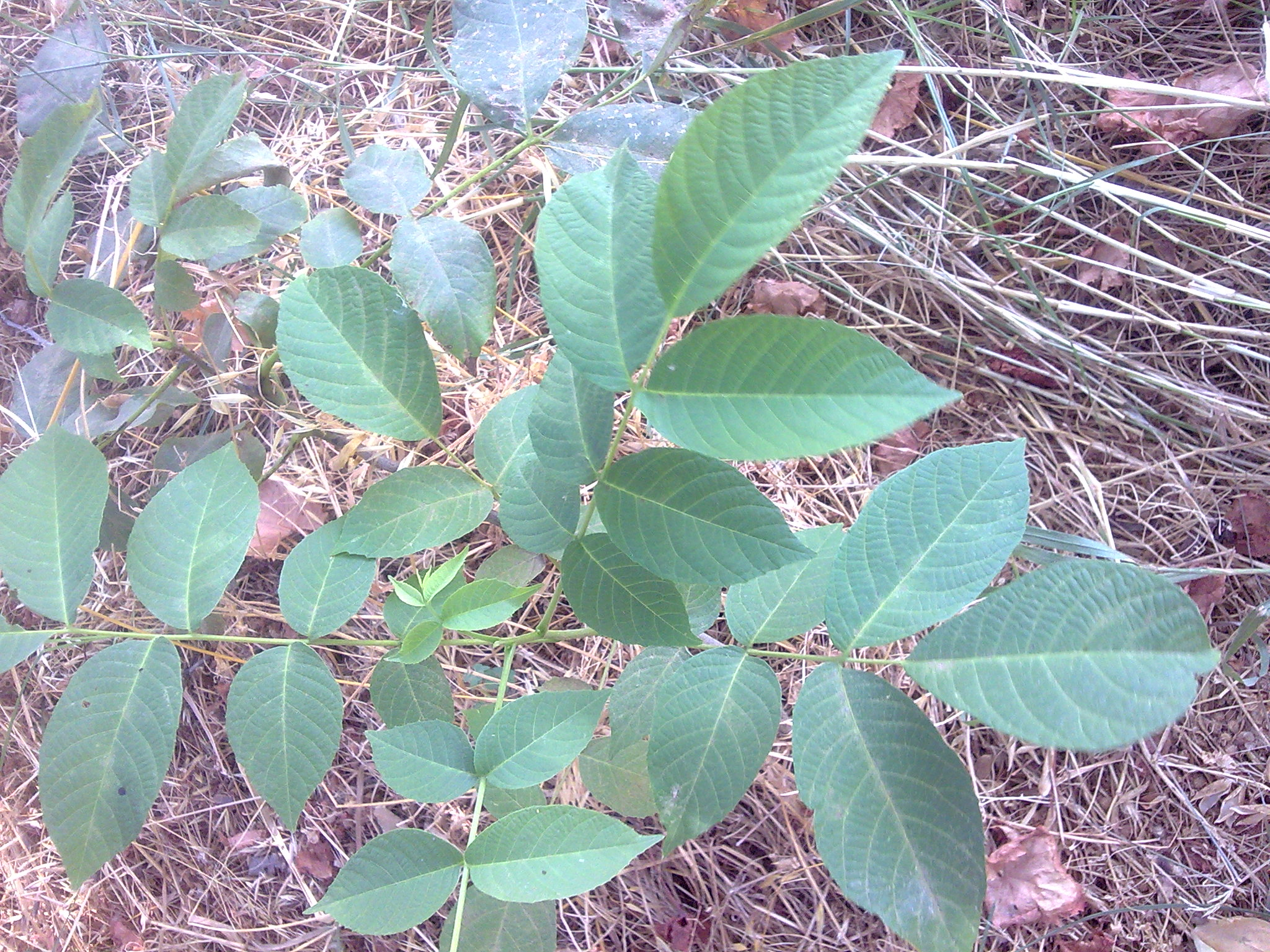
Lăstar înfrunzit

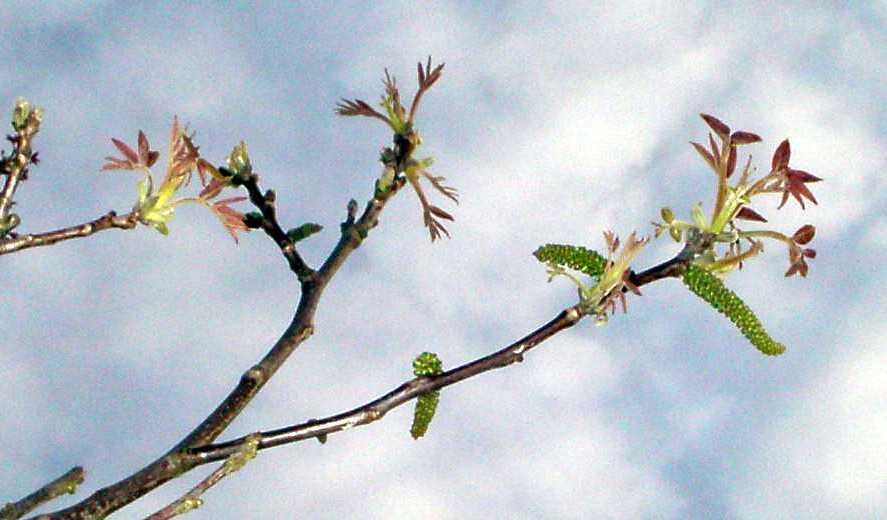
Flori de nuc

Nucul este un arbore viguros, care poate ajunge la 30 de metri înălțime. Are trunchiul gros și scoarța netedă, argintiu-cenușie. Are crengi puternice, coroana foarte largă și bogată. Frunzele sunt mari, compuse din 5-9 foliole eliptice, cu margini întregi, glabre.
Conținutul biochimic din organele nucului este foarte diversificat, asigurând multiple utilizări în terapia medicală și în alimentație.
Florile bărbătești sunt grupate în gameți masculi solitari sau câte doi, cilindrici, multiflori. Florile femelă sunt grupate câte 2 până la patru, uneori solitare, sesile, purpurii. Înflorește în luna mai.
Fructul este drupă sferică, având o singură sămânță, cu două cotiledoane mari, zbârcite, bogate în untdelemn și numită nucă.
Se înmulțește aproape numai prin sămânță, dar cu destulă greutate. Spontan crește sporadic în păduri de amestec, mai ales la deal, în România, în special în Banat și Oltenia. Cultivat, crește în toate regiunile țării.
Specii mai întâlnite sunt J. Regia si J. Nigra.

## Utilizarea nucului
Nuca, fructul nucului, este unul din fructele mult folosite de români. Ea apare în alimentație, în nenumărate forme ale produselor românești: cozonaci, colaci, plăcinte și alte produse de același tip, în alimente rituale cum sunt coliva sau măcinicii, în anumite alimente de post (sarmale de post și altele asemenea) etc. De asemenea, miezul de nucă e folosit în unele tratamente populare, mai ales din pricina untdelemnului pe care îl conține. Acest untdelemn era folosit în vechime de români, alături de untdelemnul de fag sau jir, atunci când nu se putea folosi untdelemnul de măsline. Prin valoarea energetică foarte ridicată (636 calorii/100 g miez), nuca este un aliment complet, foarte caloric și concentrat, deosebit de valoros pentru copii anemici, bătrâni, convalescenți,
Cojile de nucă, lemnoase, tari, sunt folosite pentru confecționarea de mici jucării pentru copii - în special bărcuțe, dar nu numai - pentru realizarea unor piese de mobilier și ornamente rustice. În trecut erau folosite și pentru anumite pedepse (statul pe coji de nucă). Cojile de nuci verzi sunt de asemenea foarte bogate în vitamina C
Învelișul gros, verde, se folosește atât pentru unele tratamente, cât și pentru obținerea de pigment negru (colorant negru), foarte rezistent, folosit pentru păr, textile naturale și altele asemenea. Din acesta se mai poate obține dulceață.
Florile sunt folosite în popor, sub formă de infuzie, ca tratament pentru întărirea și însănătoșirea părului și a pielii capului.
Lemnul de nuc este un lemn greu, fin, închis la culoare, foarte rezistent, prețios. Se folosește pentru mobilă de lux, pentru piese de lux în ornamentații și decorări, pentru elemente speciale sau ornamente în realizarea iahturilor de lux, în confecționarea de casete scumpe pentru bijuterii ș.a.m.d.

## Compoziție chimică

Acidul elagic se formează prin hidroliza taninurilor elagice (elagotaninuri)
Forma redusă juglonei se găsește în procent de 2% în pericarp și 0,6%în frunze
Constituentul principal a pericarpului

Semințele conțin foarte puțină apă, protide 15%, grăsimi 63%, hidrați de carbon 14%, săruri de Na 4 mg% K 545 mg% Ca 70 mg% P 430 mg% vitamina A 4m%  vitamina B1 0,35 mg% riboflavină 0,10 mg%, niacin 1 mg%, vitamina C 15 mg%. Frunzele conțin taninuri elagice 4-5%, inozitol, juglonă, cantități mici de ulei volatil. Pericarpul conține juglonă (5 hidroxil 1-4 naftochinonă), taninuri, ulei eteric, clorofile, amidon, pectine, acizi organici. Juglona formează o combinație cu proteinele din piele și dă o colorație brună.

## Utilizări
Coaja de nucă este folosită în industria metalelor prețioase, fiind un bun produs pentru șlefuit, lemnul de nuc este cunoscut ca unul dintre cele mai scumpe materiale prime în industria de mobilă și ambarcațiuni de lux, frunzele și coaja fiind și ele folosite în industria vopselurilor.

## Utilizare farmaceutică
Produsul poartă denumirea de juglandis folium et pericarpium, și reprezintă foliolele sau pericarpul fructelor mature recoltate de la Juglans regia L.
Frunzele si pericarpul fructelor au utilizări terapeutice în medicina umană și veterinară. Principiile active pe care le conțin sunt răspunzătoare de acțiunile bactericidă, bacteriostatică, astringentă, ușor hipotensivă, hipoglicemiantă, calmantă, cicatrizantă, emolientă, antitoxică, antimitotică, antisudorală, antieczematoasă și antireumatismală. Farmacodinamic principiile active împiedică înmulțirea bacteriilor, produc o sîngerare a țesuturilor, capilarelor sanguine, imprimă o acțiune homeostatică locală, au o acțiune ușor hipotensivă, scad concentrația de glucoză din sânge, relaxează țesuturile și determină scăderea stărilor inflamatorii, înlătură toxinele din organism, stimulează digestia prin excitarea sucurilor gastrointestinale, acționează împotriva transpirației, suprimă diareea și înlătură inflamațiile acute ale intestinului. Acțiunea cea mai importantă  este cea astringentă și amarotonică cu aplicații în tratamentul dispepsiilor și inflamațiilor catarale gastrointestinale.
Datorită acestor efecte se întrebuințează  în tratamentul simptomatic al manifestărilor subiective de insuficiență venoasă (dureri de gambă, hemoroizi), diareei ușoare, descuamările pruriginoase ale capului (mătrață), afecțiuni dermatologice contra arsurilor superficiale și puțin întinse (antipruriginos și antibacterian), afecțiuni ale cavității bucale și faringiene (antialgic), cosmetică la colorarea părului (reacționează cu grupele tiol –SH ale cheratinei având efect tinctorial).
Se utilizează sub formă de infuzie, decoct, tinctură sau chelați cu care se prepară șampoane și loțiuni capilare cu care se fac aplicații locale.

## Precauții
Frunzele de nuc conțin și degajă o mare cantitate de iod și juglonă⁠(en)[traduceți].

## Soiuri
- Fernor își are originile în Franța și este obținut prin încrucișarea varietăților de nuc Franquette și Lara produsa. Crește aproximativ până la 4-6 metri, miezul este mare și de culoare galben deschis, forma ușor alungită, coaja netedă și fină și se curăță destul de bine.[5]